# 제48회 인도 국제 영화제
제48회 인도 국제 영화제는 2017년 11월 20일에 열린 시상식이다.

## 수상 및 후보

### 작품상
- 120 BPM - 로빈 캉필로 수상

### 감독상
- 앤젤스 웨어 화이트 - 비비안 큐 수상

### 여우주연상
- 테이크 오프 - 파라바티 티루포트 고코바타 수상

### 남우주연상
- 120 BPM - 나우엘 페레즈 비스카야트 수상

### 올해의 인물상
- 아미타브 밧찬 수상

### 데뷔 영화상
- 검은 해골 - 키로 루쏘 수상

### 심사위원특별상
- 테이크 오프 - 마헤시 나라얀 수상

### ICFT 유네스코상
- 크쉬티: 어 호라이즌 - 마누우 카다암 수상

### 공로상
- 아톰 에고이안 수상

### 국제 경쟁
- 나를 기억해 - 이한욱
- 아나, 모나무르 - 칼린 피터 네처
- 120BPM - 로빈 캉필로
- 앤젤스 웨어 화이트 - 비비안 큐
- 레이서 앤 더 제일버드 - 마이클 R. 로스컴
- 검은 해골 - 키로 루쏘
- 프리덤 - 얀 스펙켄바흐
- 대불+ - 신 야오 후앙
- 블랭크 13 - 사이토 타쿠미
- 스틸 나이트, 스틸 라이트 - 소피 고예트
- 셔틀 라이프
- 집념의 남자 - 모함마드 라술로프
- 캇차 림부 - 프라사드 오크
- 테이크 오프 - 마헤시 나라얀
- 빌리지 록스타 - 리마 다스

### 회고전
- 007 살인번호 - 테렌스 영
- 007 골드핑거 - 가이 해밀턴
- 007과 여왕 - 피터 헌트
- 007 나를 사랑한 스파이 - 루이스 길버트
- 007 옥터퍼시 - 존 글렌
- 007 살인면허 - 존 글렌
- 007 골든 아이 - 마틴 캠벨
- 007 언리미티드 - 마이클 앱티드
- 007 스카이폴 - 샘 멘데스

### 인도영화 - 장편
- 피후 - 비노드 카프리
- 크쉬티: 어 호라이즌 - 마누우 카다암
- 캇차 림부 - 프라사드 오크
- 크라이 휴머니티 - 암샨 쿠마르
- 무람바 - 바룬 나르베카
- 레일웨이 칠드런 - 프리트비 코나누르
- 주즈 - 미란샤 나이크
- 뉴턴 - 아미트 마서카
- Pimpal - Gajendra Ahire
- 빌리지 록스타 - 리마 다스
- Maza Bhirbhira - Yogesh Soman 외 1명
- 마커 졸 - 프라팀 D. 굽타
- 비소르존 - 카우시크 간굴리
- 테이크 오프 - 마헤시 나라얀
- Redu - Sagar ChhayaVanjari
- 루크 - 아타누 무커르지
- 다크 윈드 - 닐라 마드합 판다
- 아이닥: 더 고트 - 디팍 가와데
- Xhoixobote Dhemalite - 비듀트 코토키
- Khyanikaa - Amartya Bhattacharya
- 터틀 - 서미트라 바브 외 1명
- 졸리 LLB 2 - 수바시 카푸르
- 바후발리 2 : 더 컨클루전 - SS 라자몰리
- 벤틸레이터 - 라제쉬 마푸스카르
- 푸르나 - 라훌 보세
- 메흐나드보드 로호시오 - 아니크 다타

### 인도영화 - 비장편
- 푸쉬카르 푸란 - 카말 스와루프
- AABA - 아마르 카우시크
- 두가 - 찬드라 쉬시
- Our Grandparents Home - 수프리요 센
- Palash - 바이브하브 하이워시
- A Very Old Man With Enormous Wings - Prateek Vats
- 더 워터풀 - 리피카 싱 다라이
- Amma Meri - Tarun Jain
- PLACE|ANIMAL|THING - Nithin R
- 처트니 - 죠티 카푸르 다스
- 8½ 인터컷- 라이프 앤 필름 오브 KG 조지 - 리진 조세
- Gi - Kunjila
- Baluta - Ajay Kurane
- 키드키 - 로한 카나웨이드
- Epil - R K Soren
- 심연의 반딧불이 - 찬드라세카르 레디

### BRICS 영화제 우승작
- 판필로프 사단의 28 용사 - 킴 드루지닌 외 1명
- 아얀다 앤 더 메카닉 - 사라 블레처
- 세컨드 마더 - 안나 무이라에르트
- 니스 - 더 하트 오브 매드니스 - 로베르토 베를리너
- Where has the time gone?
- 안녕, 나의 소울메이트 - 증국상
- 터틀 - 서미트라 바브 외 1명